# Altfraunhofen

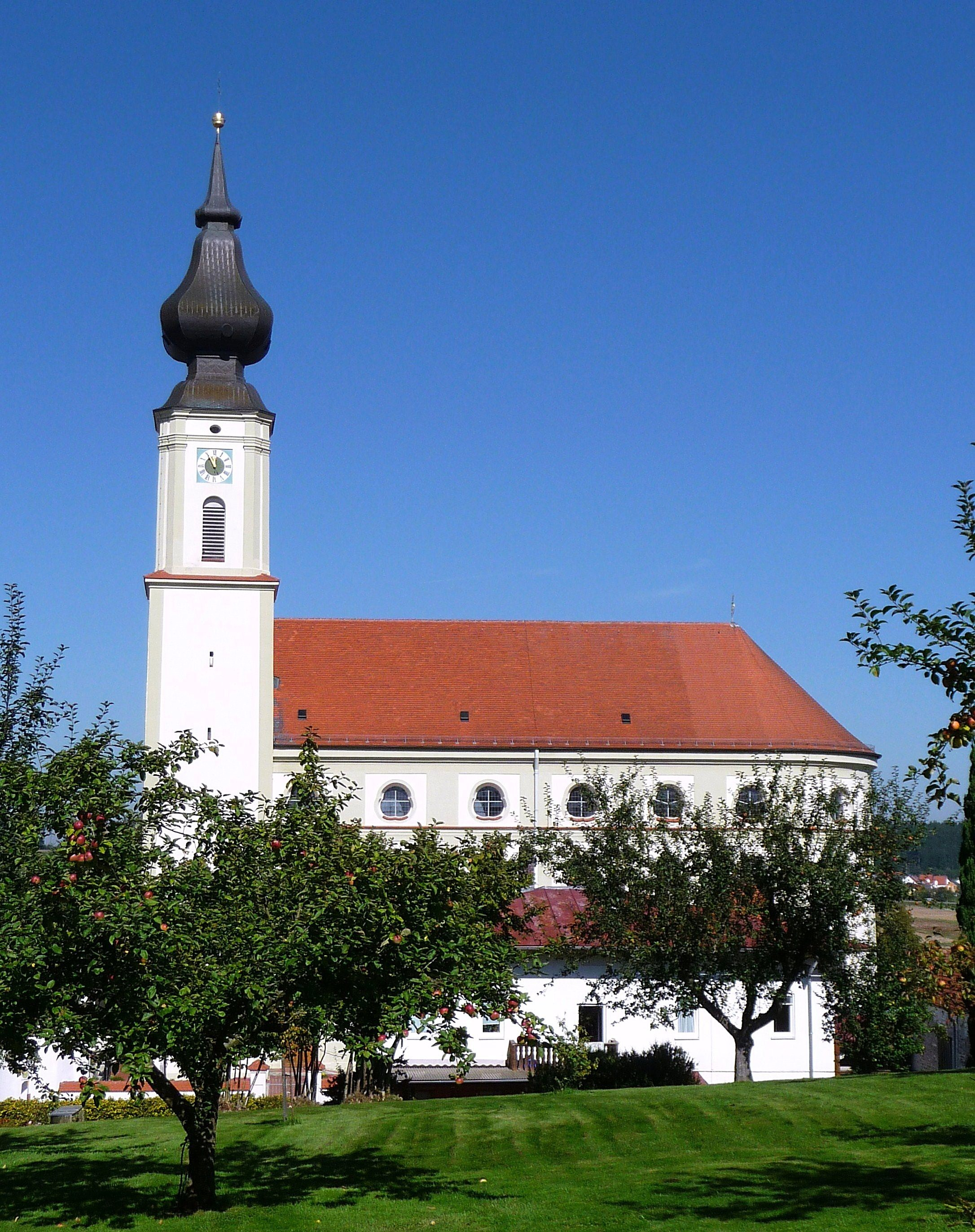
Die Pfarrkirche St. Nikolaus

Altfraunhofen ist eine Gemeinde und ein Pfarrdorf im niederbayerischen Landkreis Landshut.

## Geografie
Die Gemeinde liegt im Tal der Kleinen Vils etwa 10 km südlich von Landshut, 16 km westlich von Vilsbiburg und 14 km nördlich von Velden.

## Gemeindegliederung
Es gibt 41 Gemeindeteile:
- Altfraunhofen
- Ankam
- Aufham
- Baumgarten
- Blaimberg
- Eging
- Gallusberg
- Guggenberg
- Hanigey
- Haselhub
- Holzhäuseln
- Holzmann
- Hotelkam
- Hub
- Irlberg
- Lausbach
- Lehen
- Loh
- Lohhub
- Maierholz
- Moorloh
- Neutzkam
- Oberheldenberg
- Peißing
- Reifersberg
- Riedlkam
- Rombach
- Schachten
- Scheueck
- Schickenberg
- Speck
- Stillreit
- Straß
- Stürming
- Tapfham
- Unterheldenberg
- Untersteppach
- Walzenöd
- Weihern
- Wendsberg
- Wörnstorf

Es gibt nur die Gemarkung Altfraunhofen.

## Nachbargemeinden
- Vilsheim
- Hohenpolding (Landkreis Erding)
- Baierbach
- Geisenhausen
- Kumhausen

## Geschichte

### Bis zur Gemeindegründung
Das Geschlecht der Fraunhofen, ein erstmals Anfang des 11. Jahrhunderts nachweisbares Ministerialengeschlecht, nannte sich nach dem Ort Altfraunhofen. Im Jahr 1077 bestätigte Kaiser Heinrich IV. „Frawnhofen“ als zur Grund-Ausstattung des Klosters Frauenchiemsee seit seiner Gründung im 8. Jahrhundert gehörig.
Im 13. Jahrhundert gelang es den Herren von Fraunhofen, sich die Sonderstellung einer vom baierischen Herzog unabhängigen Herrschaft zu sichern. Die Wittelsbacher erkannten jedoch die Reichsunmittelbarkeit derer von Fraunhofen nicht an, und es blieb bis zur Mediatisierung am Beginn des 19. Jahrhunderts eine unentschiedene Streitfrage, ob die von Fraunhofen dem Landesherrn unterstellt seien oder als Reichsstand direkt dem Kaiser. 1409 wurde die Reichsherrschaft in Alt- und Neufraunhofen aufgeteilt. Die Reichsherrschaft Fraunhofen gliederte sich in die Obmannschaften Altfraunhofen (zugleich Hofmark), Oberheldenberg, Holzhausen, Neufraunhofen (zugleich Hofmark) und Baierbach.
Mit der Rheinbundakte 1806 kam der Ort an das Königreich Bayern. Die Reichsherrschaft wurde in die königlich-bayerisch lehenbaren Herrschaften Alt- und Neufraunhofen umgewandelt. Die Gerichtsschreiberei im heutigen Kuratiegebäude in Neufraunhofen übernahm ein aus München beauftragter Kommissar. Im Zuge der Verwaltungsreformen in Bayern entstand mit dem Gemeindeedikt von 1818 die heutige Gemeinde.

### 20. und 21. Jahrhundert
Seit dem 1. Mai 1978 gehört die Gemeinde Altfraunhofen der gleichnamigen Verwaltungsgemeinschaft an, deren Sitz in Altfraunhofen ist. Die früher überwiegend landwirtschaftlich strukturierte Gemeinde erfuhr durch die Ansiedlung von Gewerbe- und Handwerksbetrieben einen Strukturwandel.
Der Neubau einer Seniorenresidenz an der Schlossinselstraße hat 11 betreute Wohnungen sowie 40 Pflegeplätze geschaffen. Der Bau wurde im Herbst 2010 eingeweiht.

## Einwohner
Gemäß Bayerischem Landesamt für Statistik  haben sich die Einwohnerzahlen jeweils zum 31. Dezember eines Jahres wie folgt entwickelt:
| Stand | Einwohner |
| ----- | --------- |
| 1960  | 1192      |
| 1970  | 1181      |
| 1980  | 1344      |
| 1990  | 1412      |
| 1995  | 1674      |
| 2000  | 1749      |

| Stand | Einwohner |
| ----- | --------- |
| 2005  | 2067      |
| 2006  | 2071      |
| 2007  | 2051      |
| 2008  | 2057      |
| 2009  | 2002      |
| 2010  | 2027      |

| Stand | Einwohner |
| ----- | --------- |
| 2011  | 2114      |
| 2012  | 2141      |
| 2013  | 2163      |
| 2014  | 2206      |
| 2015  | 2317      |
| 2016  | 2383      |

| Stand | Einwohner |
| ----- | --------- |
| 2017  | 2378      |
| 2018  | 2393      |
| 2019  | 2438      |
| 2020  | 2463      |

Seit 1972, dem Jahr der Gemeindereform, hat sich die Einwohnerzahl bis 2015 um 1127 Personen erhöht. Das entspricht einem Wachstum von 94,71 Prozent. In den letzten zehn (fünf) Jahren wuchs die Einwohnerzahl um 11,88 (9,60) Prozent.
| Alter         | Einwohner nach Alter |
| ------------- | -------------------- |
| jünger als 18 | 19,6 %               |
| 18 bis 29     | 12,2 %               |
| 30 bis 49     | 25,7 %               |
| 50 bis 64     | 24,4 %               |
| älter als 65  | 18,2 %               |

## Politik

### Gemeinderat
Der Gemeinderat besteht aus 14 Personen. Nach der Kommunalwahl 2020 (zum Vergleich: Kommunalwahl 2014) sind darunter 11 (13) Männer und 3 (eine) Frauen. Die Wahl führte zu folgender Sitzverteilung im Gemeinderat:
- CSU 4 (5) Sitze
- Freie Wähler 5 (4) Sitze
- SPD/grün unabhängige Liste 3 (3) Sitze und
- Parteilose Wählergemeinschaft 2 (2) Sitze.[8]

Bei der Gemeinderatswahl 2020 waren insgesamt 1908 Bürger stimmberechtigt. 1344 davon haben als Wähler teilgenommen, was einer Wahlbeteiligung von 70,4 Prozent entspricht. Es wurden 1314 gültige und 28 ungültige Stimmzettel abgegeben.

### Bürgermeister
Erster Bürgermeister ist seit den Kommunalwahlen 2020 Johann Schreff (Freie Wähler).
Seine Vorgängerin war Katharina Rottenwallner (CSU). Bei den Kommunalwahlen 2008 war sie auf Bartholomäus Steininger (CSU/Parteilose Wählergemeinschaft) gefolgt und bei den Kommunalwahlen 2014 in ihrem Amt bestätigt. Sie trat 2020 nicht mehr an.
Ehemalige Bürgermeister
| Amtszeit      | Bürgermeister           |
| ------------- | ----------------------- |
| bis 2008      | Bartholomäus Steininger |
| 2008 bis 2020 | Katharina Rottenwallner |

## Wappen
| | Blasonierung: „Geteilt von Rot und Gold, oben ein silberner Pfahl, unten ein doppelköpfiger schwarzer Adler.“ |
| Wappenbegründung: Das obere Feld mit dem silbernen Pfahl in Rot zeigt das Stammwappen der Herren von Fraunhofen, den Inhabern der seit 1409 in Alt- und Neufraunhofen aufgeteilten Reichsherrschaften. Der Reichsadler im unteren Feld bezieht sich auf den Status der (von Bayern allerdings bestrittenen) Reichsunmittelbarkeit. | |

## Mitgliedschaften
Die Gemeinde ist Mitglied in folgenden Zweckverbänden:
- Regionaler Planungsverband Landshut
- Schulverband Altfraunhofen-Baierbach
- Schulverband Geisenhausen
- Zweckverband Wasserversorgung Isar-Vils

Außerdem nimmt sie teil am Dialogforum Ost-Süd-Umfahrung Landshut.
Altfraunhofen ist Mitglied der Verwaltungsgemeinschaft Altfraunhofen.
| Gemeinde      | Wappen | Fläche km² | Einwohner 31. Dezember 2023 | EW-Dichte EW je km² | Höhe über NN |
| ------------- | ------ | ---------- | --------------------------- | ------------------- | ------------ |
| Altfraunhofen |        | 24,28      | 2.509                       | 103                 | 466          |
| Baierbach     |        | 16,76      | 756                         | 45                  | 418          |

## Baudenkmäler
- Katholische Pfarrkirche St. Nikolaus in Altfraunhofen, errichtet 1791, bemerkenswerter Kirchenbau am Übergang zwischen Rokoko und Klassizismus.

## Wirtschaft und Infrastruktur
Es gab im Jahr 2021 nach der amtlichen Statistik im Bereich Handel und Verkehr 75 sozialversicherungspflichtig Beschäftigte am Arbeitsort. In sonstigen Wirtschaftsbereichen waren am Arbeitsort 363 Personen sozialversicherungspflichtig beschäftigt.
Sozialversicherungspflichtig Beschäftigte am Wohnort gab es insgesamt 1.090. Im verarbeitenden Gewerbe (sowie Bergbau und Gewinnung von Steinen und Erden) gab es 2 Betriebe, im Bauhauptgewerbe 4 Betriebe.
In Folge einer entsprechenden Bewertung der Wirtschaftskraft der Gemeinde Altfraunhofen sind die Schlüsselzuweisungen von 392.832 Euro im Jahr 2019 um 48,7 Prozent auf 584.020 Euro für das Jahr 2020 gestiegen.
| Zuweisungen an         | Jahr    | Jahr    | Jahr    | Jahr    | Jahr    | Jahr    |
| Zuweisungen an         | 2015    | 2016    | 2017    | 2018    | 2019    | 2020    |
| ---------------------- | ------- | ------- | ------- | ------- | ------- | ------- |
| Gemeinde Altfraunhofen | 266.772 | 348.464 | 322.208 | 364.868 | 392.832 | 584.020 |

### Land- und Forstwirtschaft
Es gab 2021 im Bereich der Land- und Forstwirtschaft keine sozialversicherungspflichtig Beschäftigte am Arbeitsort. Im Jahr 2020 bestanden 36 landwirtschaftliche Betriebe.
| Betriebsgröße in ha | Anzahl der Betriebe | Anzahl der Betriebe | Anzahl der Betriebe |
| Betriebsgröße in ha | 1999                | 2010                | 2020                |
| ------------------- | ------------------- | ------------------- | ------------------- |
| unter 5             | 8                   | -                   | 1                   |
| 5 bis unter 10      | 12                  | 6                   | 6                   |
| 10 bis unter 20     | 12                  | 7                   | 4                   |
| 20 bis unter 50     | 28                  | 17                  | 15                  |
| 50 oder mehr        | 6                   | 9                   | 10                  |
| Gesamt              | 66                  | 39                  | 36                  |

Die landwirtschaftlich genutzte Fläche betrug 2020 1266 ha. Davon waren 1021 ha Ackerfläche und 245 ha Dauergrünfläche.

### Bauen und Wohnen
| Gemeindeteil  | Wohnbauflächen ausgewiesene Baugebiete                                     | unbeplanter Innenbereich | ausgewiesene gewerbliche Bauflächen | Ackerland |
| ------------- | -------------------------------------------------------------------------- | ------------------------ | ----------------------------------- | --------- |
| Altfraunhofen | 110 € 110 € (BP Moorloh I+II) 135 € (BP Moorloh III) 140 € (BP Sonnenhang) | 110 €                    | 45 €                                | 7 €       |
| Wörnsdorf     |                                                                            | 60 €                     |                                     | 7 €       |

### Verkehr
Die geplante Bundesstraße 15n soll an Altfraunhofen vorbeiführen. Im Rahmen dieses Straßenbauprojektes würde Altfraunhofen über die sogenannte südliche Umfahrung Landshut in westlicher Richtung an die B 15 (alt) und in östlicher Richtung an die B 299 angeschlossen; mit der Weiterführung als sogenannte östliche Umfahrung Landshut an das Autobahnkreuz der B 15neu mit der A 92. Als sogenannte Ost-Süd-Umfahrung Landshut sind diese beiden Straßenprojekte in den vordringlichen Bedarf des Bundesverkehrswegeplanes 2030 eingestuft.

### Bildung
Es gibt folgende Einrichtungen (Stand: 2022):
- 4 Kindertageseinrichtungen: 184 Kindergartenplätze mit 150 Kindern
- 1 Volksschule: 9 Lehrkräfte und 116 Schülerinnen und Schüler

## Söhne und Töchter der Gemeinde
- Maria Mildgitha Bachleitner (gebürtig Barbara Bachleitner; 1895–1985), Ordensfrau und ab 1956 Generaloberin der Barmherzigen Schwestern vom hl. Vinzenz von Paul in München
- Hermann Rieder (1928–2009), Speerwerfer, Trainer und Sportwissenschaftler